# Wolfram Selig
Wolfram Selig (* 1936) ist ein deutscher Historiker.
Selig studierte Geschichte, Romanistik und Philosophie. 1965 wurde er an der Universität München mit einer Arbeit über Paul Nikolaus Cossmann zum Dr. phil. promoviert.
Von 1972 bis 1995 war er Wissenschaftlicher Mitarbeiter und Stadtchronist beim Stadtarchiv München.
Neben Aufsätzen für Sammelbände und eigene Monographien verfasste er vor allem Einträge für Nachschlagewerke wie das Biographische Lexikon zur Weimarer Republik und die Enzyklopädie des Nationalsozialismus.

## Schriften
- Paul Nikolaus Cossmann und die Süddeutschen Monatshefte von 1914–1918. Ein Beitrag zur Geschichte der Nationalen Publizistik im Ersten Weltkrieg (= Dialogos. NF 3). Fromm, Osnabrück 1967.
- Chronik der Stadt München 1945–1948. Stadtarchiv, München 1980.
- Richard Seligmann. Ein jüdisches Schicksal. Zur Geschichte der Judenverfolgung in München während des Dritten Reiches (= Zeitgeschichtliche Informationen. 2). Stadtarchiv, München 1983.
- als Herausgeber: Synagogen und jüdische Friedhöfe in München. Aries Verlag, München 1988, ISBN 3-920041-34-8.
- Vom Boykott zur Arisierung. Die „Entjudung“ der Wirtschaft in München. In: Björn Mensing, Friedrich Prinz (Hrsg.): Irrlicht im leuchtenden München? Der Nationalsozialismus in der „Hauptstadt der Bewegung“. Pustet, Regensburg 1991, ISBN 3-7917-1282-9, S. 178–201.
- Ermordet im Namen des Führers. Die Opfer des Röhm-Putsches in München. In: Winfried Becker, Werner Chrobak (Hrsg.): Staat, Kultur, Politik. Beiträge zur Geschichte Bayerns und des Katholizismus. Festschrift zum 65. Geburtstag von Dieter Albrecht. Laßleben, Kallmünz/Opf. 1992, ISBN 3-7847-3109-0, S. 341–356.
- Leben unterm Rassenwahn. Vom Antisemitismus in der „Hauptstadt der Bewegung“. Metropol, Berlin 2001, ISBN 3-932482-69-7.
- „Arisierung“ in München. Die Vernichtung jüdischer Existenz 1937––1939. Metropol, Berlin 2004, ISBN 3-936411-33-6.

| Personendaten    | Personendaten        |
| ---------------- | -------------------- |
| NAME             | Selig, Wolfram       |
| KURZBESCHREIBUNG | deutscher Historiker |
| GEBURTSDATUM     | 1936                 |